# قطعنامه ۱۵۷۷ شورای امنیت
قطعنامه ۱۵۷۷ شورای امنیت سازمان ملل متحد که در تاریخ ۲۹ نوامبر ۲۰۰۴ تصویب شد، سندی بین‌المللی دربارهٔ بررسی وضعیت در هائیتی است. این قطعنامه طی نشست ۵۰۹۰ام با ۱۵ رای موافق، ۰ مخالف و ۰ ممتنع تصویب شد.